# 约翰·朗
约翰·埃迪·朗（英語：John Eddie Long，1956年8月28日—），美国NBA联盟前职业篮球运动员。他在1978年的NBA选秀中第2轮第29顺位被底特律活塞选中。